# Dorfkirche Linda

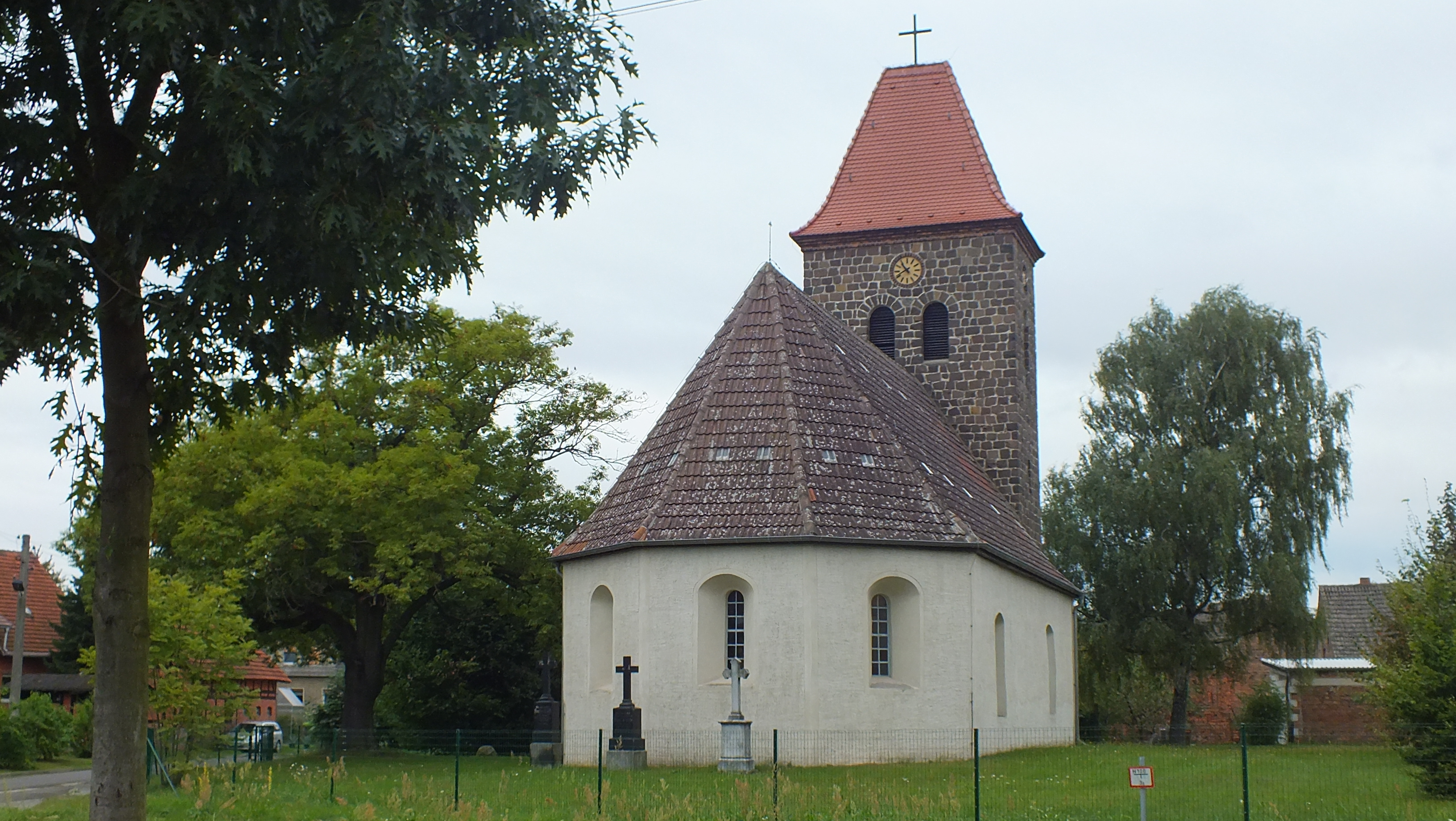
Kirche Linda

Die unter Denkmalschutz stehende  evangelische Dorfkirche Linda  steht in Linda, einem Ortsteil von Jessen (Elster) im Landkreis Wittenberg in Sachsen-Anhalt. 

## Beschreibung
Das Kirchengebäude ist ein modern verputzter, spätgotischer Feldsteinbau mit dreiseitigem Ostschluss. Eine spitzbogige Pforte befindet sich im südlichen Gebäudeteil. Der Kirchturm ist ein eingezogener querrechteckiger Westturm. Errichtet wurde dieser 1953 aus Granitquadern. Der Saal der Kirche ist flachgedeckt. Von einem Altaraufsatz aus dem 17. Jahrhundert sind die Tafelbilder des Abendmahls, der Kreuzigung und der Auferstehung erhalten. Im Jahr 1691 wurde das Gebäude barock erneuert, dabei erfolgte auch eine Vergrößerung der Fenster. Weitere Restaurierungen erfolgten in den Jahren 1859 und 1963.